# Diego Bielkiewicz
Diego Osvaldo Bielkiewicz (* 4. Januar 1991 in Buenos Aires) ist ein argentinischer Fußballspieler.

## Karriere
Diego Bielkiewicz begann seine Profikarriere 2009 beim CA Lanús. Bis 2016 lief er für verschiedene argentinische Klubs auf, die in unteren Profiligen spielten. 2017 zog es den Offensivakteur ins Nachbarland Chile, wo er für Deportes Iquique auflief. Anschließend war er kurze Zeit für Seoul E-Land FC in Südkorea aktiv, kehrte jedoch wieder nach Chile zurück. 2021 wechselte der Angreifer erneut nach Asien, diesmal zum indischen Klub Rajasthan United. 2022 spielte Bielkiewicz in seiner Heimat Argentinien bei Cipolletti. Seit 2023 steht er in Chile bei Provincial Osorno aus der Segunda División unter Vertrag. Dort wurde er in seiner Debütsaison beim Klub Ligatorschützenkönig mit 15 Toren.